# زملول استوائي
زملول إستوائي (الاسم العلمي: Exobasidium aequatorianum) هو نوع من الفطريات يتبع جنس الزملول من الفصيلة الزملولية.